# Luciano Canepari
Pour les articles homonymes, voir Canepari.
Luciano Canepari (prononcé : [luˈtʃaːno kaneˈpaːri]), né le 19 janvier 1947, est un linguiste italien. Canepari a été professeur de linguistique à l’université de Venise, où il a reçu sa formation académique.

## CanIPA

Le système de vocoïdes ^{can}IPA

Luciano Canepari a développé un système de transcription phonétique appelé canIPA [kaˈniːpa], dérivé de l’Alphabet phonétique international (API). La canIPA se compose de 500 symboles de base, 300 symboles complémentaires et 200 symboles supplémentaires, dont quelques-uns sont codés dans Unicode. Le système est encore en cours de développement, destiné à permettre la transcription de toutes les langues du monde avec plus de détails que l’API officiel. Il a connu une utilisation limitée en dehors de son inventeur, et est utilisé notamment par Renzo Miotti pour le frioulan, par Daniele Vitali pour le romagnol, par Marco Zagnoli pour l’anglais, par Marco Cereni ou Michele Mannoni pour le chinois mandarin. Certains symboles, comme le s réfléchi ƨ ou le z réfléchi z sont utilisés en dialectologie italo-romane, en particulier pour le gallo-italique de Sicile.